# Valborg Lindahl
Valborg Lindahl (fl. XX secolo) è stata una pattinatrice artistica su ghiaccio svedese. Ha vinto la medaglia d'argento al Campionato mondiale nel 1909 pattinando insieme a Nils Rosenius.

## Palmarès

### Individuale femminile
| Evento                       | 1909 | 1910 |
| ---------------------------- | ---- | ---- |
| Campionati nazionali svedesi | 1°   | 3°   |

### Coppie
Con  Nils Rosenius
| Evento                       | 1909                            | 1910                            | 1911                            | 1912 |
| ---------------------------- | ------------------------------- | ------------------------------- | ------------------------------- | ---- |
| Campionati mondiali          | 2°                              |                                 |                                 |      |
| Campionati nazionali svedesi | La competizione non si è svolta | La competizione non si è svolta | La competizione non si è svolta | 2°   |